# 아리사카 미유키
아리사카 미유키(일본어: 有坂みゆき, 1998년 1월 7일 ~ )는 일본의 여자 성인 비디오 배우이다.